# NGC 6659
NGC 6659 is een open sterrenhoop in het sterrenbeeld Hercules. Het hemelobject werd op 12 juli 1830 ontdekt door de Britse astronoom John Herschel.